# Sanders (Kentucky)
Sanders es una ciudad ubicada en el condado de Carroll en el estado estadounidense de Kentucky. En el Censo de 2010 tenía una población de 238 habitantes y una densidad poblacional de 310,45 personas por km².

## Geografía
Sanders se encuentra ubicada en las coordenadas 38°39′17″N 84°56′48″O / 38.65472, -84.94667. Según la Oficina del Censo de los Estados Unidos, Sanders tiene una superficie total de 0.77 km², de la cual 0.76 km² corresponden a tierra firme y (0.68%) 0.01 km² es agua.

## Demografía
Según el censo de 2010, había 238 personas residiendo en Sanders. La densidad de población era de 310,45 hab./km². De los 238 habitantes, Sanders estaba compuesto por el 96.22% blancos, el 2.94% eran afroamericanos, el 0% eran amerindios, el 0% eran asiáticos, el 0% eran isleños del Pacífico, el 0% eran de otras razas y el 0.84% pertenecían a dos o más razas. Del total de la población el 1.26% eran hispanos o latinos de cualquier raza.